# Sacrifici
|  | Per a altres significats, vegeu «sacrifici (escacs)». |

El sacrifici (del llatí sacrum facere, 'fer sagrat') és la mort ritual d'un ésser viu per honorar una divinitat. Per extensió, s'anomena sacrifici una pèrdua voluntària (com al joc dels escacs) per obtenir un benefici posterior. Al cristianisme es considera que Jesús es va sacrificar per rentar els pecats de la humanitat.

## Sacrifici animal
El sacrifici animal està documentat des de les primeres civilitzacions i apareix a tots els continents. Consisteix a matar un determinat animal, usualment un mamífer o ocell, recitant pregàries amb gestos rituals per part del sacerdot o equivalent. El sacrifici pot tenir la funció d'agrair a la divinitat un do, de demanar empar o perdó per una ofensa del poble o per fer una petició valuosa (com ara la fertilitat de les collites). El simbolisme del sacrifici rau en el fet de bescanviar vida per vida (la de l'animal per la nova vida de la comunitat amb ajuda divina) a més d'oferir quelcom valuós com a signe d'adoració.

### Religions antigues
Els protoindoeuropeus sacrificaven cavalls a les divinitats (com proven els esquelets de cavalls de les tombes de la Cultura dels kurgans) i aquests ritus van passar als pobles descendents, com a la cerimònia Ashvamedha índia, la festa Equus October romana o l'estrany sacrifici d'una egua blanca descrit per Giraldus Cambrensis.

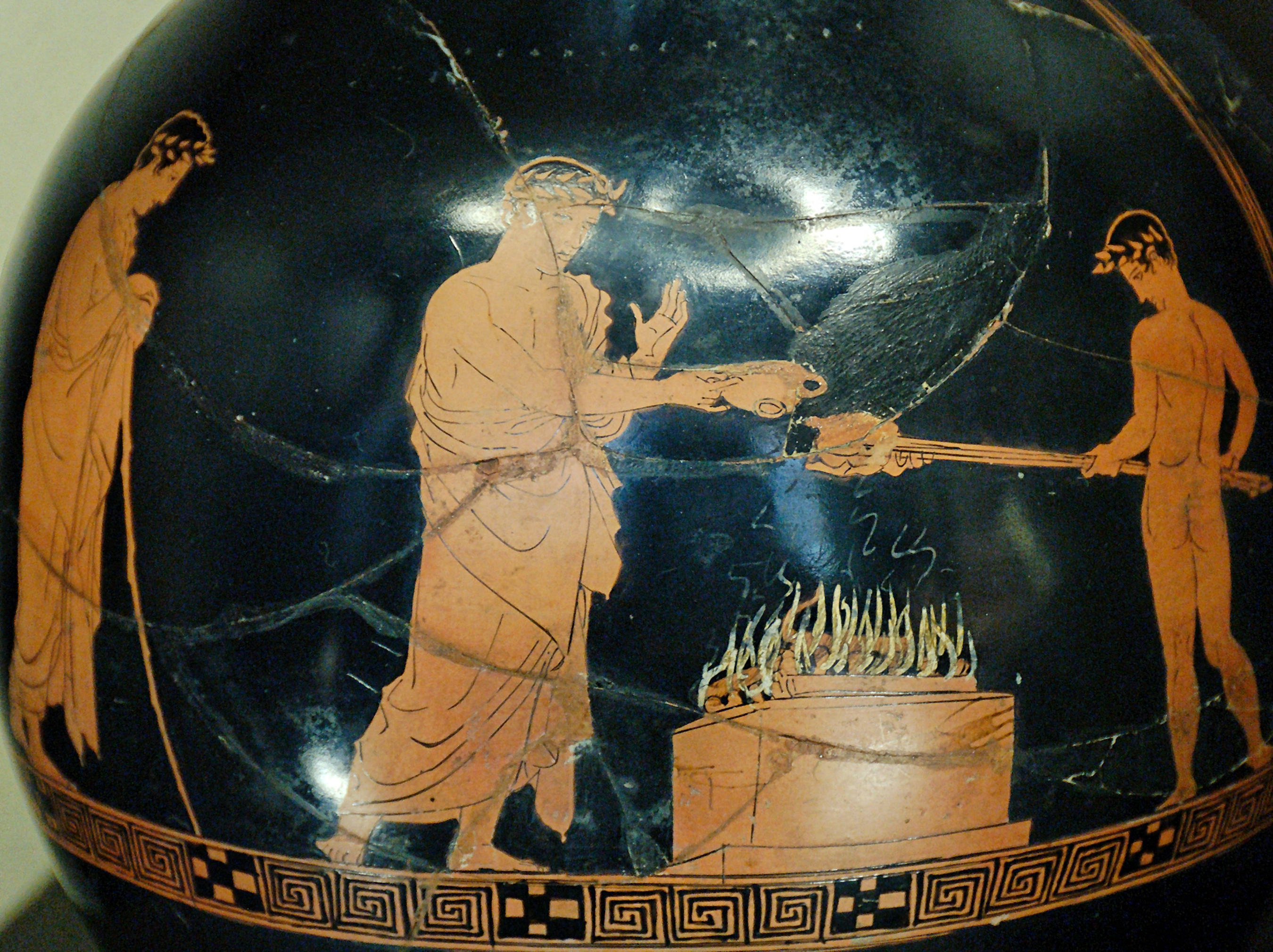
Escena d'un sacrifici

Un altre animal amb un pes important a les religions antigues era el brau, com a la festa romana del Tauroboli o les lustratio, cerimònies de purificació amb ocasió del naixement (es pensava que el nadó podia venir al món amb mals esperits, en un antecedent del bateig). Els romans oferien altres animals a les divinitats, com proven els recomptes civils: la cabra era per a Júpiter, el porc o el brau per a Mart, etc. La suovetaurilia implicava la mort ritual d'un porc, una ovella i un bou.
Els grecs oferien sacrificis a les divinitats de l'inframón cremant els seus cossos en un ritual anomenat holocaust (terme que va passar a designar la Shoah jueva al segle xx). Aquest sacrifici, que es va estendre pels pobles de l'Orient Mitjà, era considerat el més pur, ja que s'oferia totalment l'animal als déus (no es podia aprofitar la carn, com en altres modalitats, per tant els humans no es quedaven res per a ells). Igualment consideraven l'hecatombe(sacrifici de 100 caps de bestiar) per conjurar grans perills o els sacrificis massius, on tota la polis contribuïa, en ocasió de grans festes com les Panatenees.
Els hindús oferien regularment animals a la deessa Kali (cabres i gallines fonamentalment), costum avui dia desaprovat però que perviu a les àrees rurals. Els egipcis també tenien el sacrifici animal entre els seus ritus, tant per l'endevinació com en el culte de déus com Apis. Igualment s'han trobat proves arqueològiques de sacrificis entre els ioruba, en ritus que continuen vius a la santeria.

### En el judaisme
El judaisme contempla el sacrifici com un mitjà de relació amb Déu. Per exemple, el kapparot és un sacrifici d'una gallina abans del Yom Kippur tot i l'oposició de diversos rabins, ja des del temps de Maimònides, que ho consideren un ritual pagà o supersticiós.
El sacrifici més comú, però, és l'anomenat qorban, que consistia a oferir a Déu la primera collita i el primer animal nascut a cada família, com a signe d'agraïment. Aquest costum, que ja apareix al Gènesi, sembla d'origen cananeu i es legisla amb detall al Levític. Posteriorment es van oferir sacrificis en cada moment important de la vida, com amb el naixement d'un fill.
A l'obra Séfer ha-Hinnukh s'afirma que el sacrifici animal ofert en remissió dels pecats és un acte mitjançant el qual el penedit afirma que hauria de ser ell el sacrificat per haver ofès Déu, però que aquest, en la seva misericòrdia, accepta l'animal substitut. Igualment vol dir que en el moment de la falta, la persona es degrada fins a esdevenir una bèstia, per no honorar el do que Déu li ha fet de tenir una ànima.

### En l'islam
La Festa del xai és una data assenyalada en el calendarí musulmà en què se sacrifiquen xais (les famílies més humils de vegades maten altres animals menors) per recordar Abraham i el sacrifici del seu fill (evitat per Déu). El tema, conegut a Occident com el sacrifici d'Isaac, és un dels motius recurrents en pintura.

## Sacrifici humà
El sacrifici humà està present a diverses religions com a forma suprema de sacrifici (essent la vida més valuosa que es pot oferir als déus). Part dels cultes que impliquen morts rituals són, tanmateix, fruit de llegendes de pobles enemics, per denunciar el salvatgisme dels seus contraris (com els escrits romans sobre sacrificis humans celtes, sense proves arqueològiques, o les acusacions contra els jueus de menjar carn humana durant l'Edat Mitjana). S'ha de distingir d'altres actes que impliquen matar persones, com la pena de mort, el canibalisme o els morts en rituals de guerra.

### En les religions antigues
Sembla que el sacrifici humà va néixer a la prehistòria, lligat a la caça.
Tant entre els egipcis com entre els mongols era costum sacrificar part del seguici d'un cap poderós a la seva mort, perquè l'acompanyessin a l'altre món.
El déu Moloc, segons la Bíblia i escrits romans, reclamava periòdicament sacrificis d'infants per prevenir catàstrofes. Aquests sacrificis massius continuen essent dubtosos per part dels historiadors moderns però apareixen a nombroses descripcions de l'època (Plutarc, per exemple, detalla que eren consentits pels mateixos nens i les seves famílies).
A Europa, a les excavacions de Merheleva Ridge (Ucraïna) s'han trobat restes humanes corresponents a un sacrifici ritual. Aquest hauria passat als primers llatins, costum que va ser abandonat per "bàrbar" (tot i que es van permetre altres formes similars de mort com el combat de gladiadors). El mite de Teseu il·lustra que el sacrifici humà era una pràctica comuna a la civilització minoica i la història d'Ifigènia demostra que va continuar segles després.
Entre els celtes primitius es van practicar sacrificis humans, costum però exagerat pels enemics romans. Llegendes noruegues expliquen assassinats rituals i enterraments de dones vives per acompanyar els guerrers a l'altre món. Igualment els pobles eslaus oferien els presoners de guerra com a sacrifici als déus que els havien afavorit en combat, costum que va perdurar clandestinament fins al segle ix.

### En els ritus americans
Els pobles centreamericans i sud-americans practicaven sacrificis humans com a part de la seva religió. S'han trobat restes a Teotihuacan i en pobles de la cultura olmeca (en honor del déu Tezcatlipoca), totonaca i tolteca (com a ofrena al déu Tlàloc). Els maies arrencaven el cor dels presoners de guerra per acontentar la divinitat i pintaven amb la sang del mort les parets del temple. A Mèxic els sacerdots es posaven la pell dels morts com a mantó.
Els sacrificis al poble asteca són els millor documentats, també perquè eren molt més freqüents que en altres cultures i podien afectar més individus (diversos milers, fins i tot). De fet el calendari asteca estava marcat per festes en honor de divinitats que incloïen sacrificis humans, considerats un honor per les víctimes, ja que amb la seva sang mantenien en marxa la roda del temps i evitaven així la fi del món.

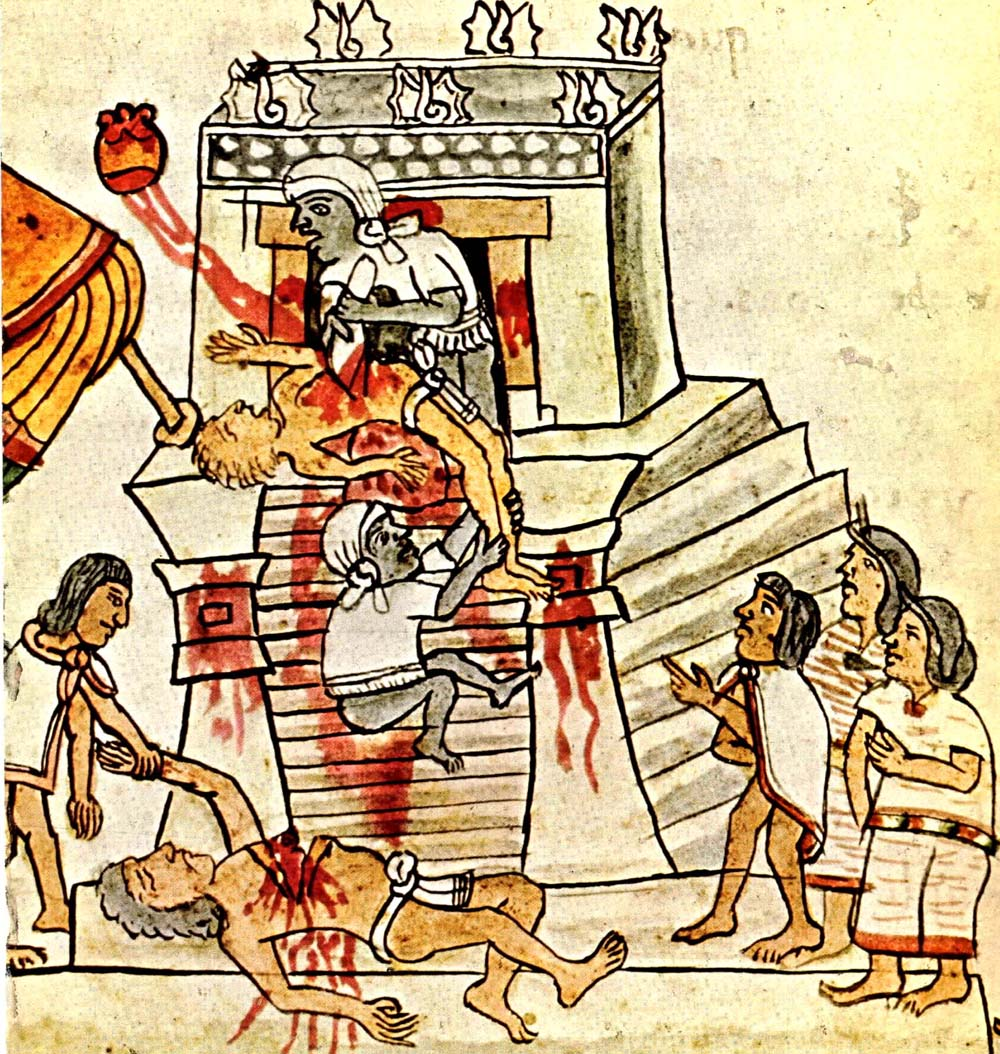
Còdex que il·lustra els sacrificis asteques

El joc de pilota era una manera d'evitar la guerra entre pobles enfrontats. Els representants de cada comunitat s'enfrontaven i els perdedors eren sacrificats en representació dels seus veïns, estalviant així incursions massives i la destrucció de les ciutats. Els caps dels vençuts s'empalaven envoltant el terreny de joc com a trofeu i es pintava el terra amb la seva sang.
Entre els inques també es practicava el sacrifici de nens, com denunciaven els missioners cristians. S'escollien els infants més bells per al plaer de la divinitat, s'escanyava la víctima davant del poble i així es demanava la fi de la fam o d'un desastre natural. Pràctiques similars es duien a terme entre els muisques i els moixiques.
Els indis nord-americans sacrificaven una noia verge cada any (una història freqüent en diverses mitologies, inclosa una derivació a la llegenda de Sant Jordi), per exemple els pawnees i els iroquesos, un ritual que continuava practicant-se fins al segle xix.

### A Àsia
A la Corea dels segles v o vi es va oferir un sacrifici d'un home per a una dona de la noblesa a Silla.
A la Xina del Neolític hi ha haver sacrificis de dones en massa a Shimao. Els sacerdots sacrificaven persones malaltes als déus dels rius per aconseguir millors collites (i taxes dels camperols, com va denunciar l'heroi Ximen Bao). Això va ser prohibit al segle iv aC per decret imperial. Una llegenda afirma que nombrosos cadàvers es poden trobar encara envoltant la Gran Muralla, com a gest propiciatori (en un ritu similar al Hitobashira japonès, igualment llegendari).
A l'Índia, hi ha tres tipus de sacrifics humans documentats. El primer forma part del culte de la deessa Kali i de la Shakti i sembla que va durar fins al segle xix (si bé alguns historiadors afirmen que llavors ja era un sacrifici simbòlic i no real). El segon és l'anomenat Thuggee, lligat als robatoris de viatgers i el darrer la immolació de les vídues quan el seu marit moria (l'alternativa podia ser la prostitució o la reclusió en un apartat sense poder treballar per mantenir-se, com apareix a la pel·lícula Aigua de Deepa Mehta), una pràctica anomenada sati que va ser formalment prohibida al segle xx.